# My Dear F***ing Prince (roman)
Cet article concerne le roman de Casey McQuiston. Pour son adaptation cinématographique, voir My Dear F***ing Prince (film).
My Dear F***ing Prince (titre original : Red, White & Royal Blue) est un roman de l'auteur américain Casey McQuiston, édité en 2019 par St. Martin's Press. Il s'agit du premier roman écrit par McQuiston.
Le roman suit Alex Claremont-Diaz, le fils de la présidente des États-Unis, et raconte sa relation amoureuse avec le prince Henry, le petit fils de la reine d'Angleterre.
Une adaptation cinématographique est sortie en 2023 sur le service Prime Video.

## Résumé
Alex Claremont-Diaz est le fils de la première femme présidente des États-Unis. Alors que sa mère se prépare pour les élections de 2020, Alex provoque un accident avec le prince Henry d'Angleterre lors du mariage du frère de ce dernier. Afin d'éviter que cet accident détourne l'attention de la campagne de réélection, les deux garçons, qui sont pourtant concurrents depuis toujours, sont obligés de faire semblant d'être amis.
Néanmoins, à force de se fréquenter et d'échanger, les deux jeunes hommes vont doucement tomber amoureux, Henry étant gay et Alex réalisant qu'il est bisexuel.

## Personnages

### Principaux
- Alex Claremont-Diaz, le fils d'Ellen Claremont, la première présidente des États-Unis.
- le prince Henry Fox-Mountchristen-Windsor, un prince anglais, petit-fils de la reine et troisième dans l'ordre de succession au trône britannique.
- June Claremont-Diaz, la fille d'Ellen Claremont et sœur d'Alex.
- Ellen Claremont, la première femme présidente des États-Unis. Membre du Parti démocrate, elle est originaire du Texas.
- Zahra Bankston, la chef de cabinet d'Ellen Claremont.
- Nora Holleran, la petite-fille du vice-président Mike Holleran. Avec Alex et June, ils forment le « Trio de la Maison-Blanche ».
- Percy « Pez » Okonjo, le meilleur ami du prince Henry. Il est le fondateur de plusieurs organisations caritatives.
- la princesse Beatrice Fox-Mountchristen-Windsor, la grande sœur d'Henry. C'est une ancienne cocaïnomane, une addiction développée après le décès de leur père. Elle est quatrième dans l'ordre de succession au trône britannique.
- Oscar Diaz, un sénateur de Californie et le père d'Alex et June. C'est l'ex-mari d'Ellen Claremont.

### Secondaires
- Amy Chen, un agent des services secrets et de sécurités de la famille de la présidente. C'est une femme trans et lesbienne.
- Cassius « Cash », un autre membre de la sécurité de la famille. Il est pansexuel.
- Shaan Srivastava, l'écuyer du prince Henry.
- Mike Holleran, le vice-président et grand-père de Nora.
- Leo, le mari d'Ellen Claremont.
- Rafael Luna, un jeune sénateur indépendant du Colorado. Il est d'origine latine et ouvertement gay. C'est un ami proche des Claremont-Diaz.
- Liam, l'ancien meilleur ami d'Alex avec qui il a eu ses premières expériences avec un homme.
- le prince Philip Fox-Mountchristen-Windsor, le grand frère d'Henry. Il est deuxième dans l'ordre de succession au trône.
- Martha Fox-Mountchristen-Windsor, la femme de Philip.
- la princesse Catherine Fox-Mountchristen-Windsor, la mère d'Henry.
- la reine Mary, la reine régnante d'Angleterre.
- Jeffery Richards, un membre du parti républicain. D'extrême-droite, c'est le candidat qui se présente face à Ellen Claremont aux élections de 2020.

## Inspirations

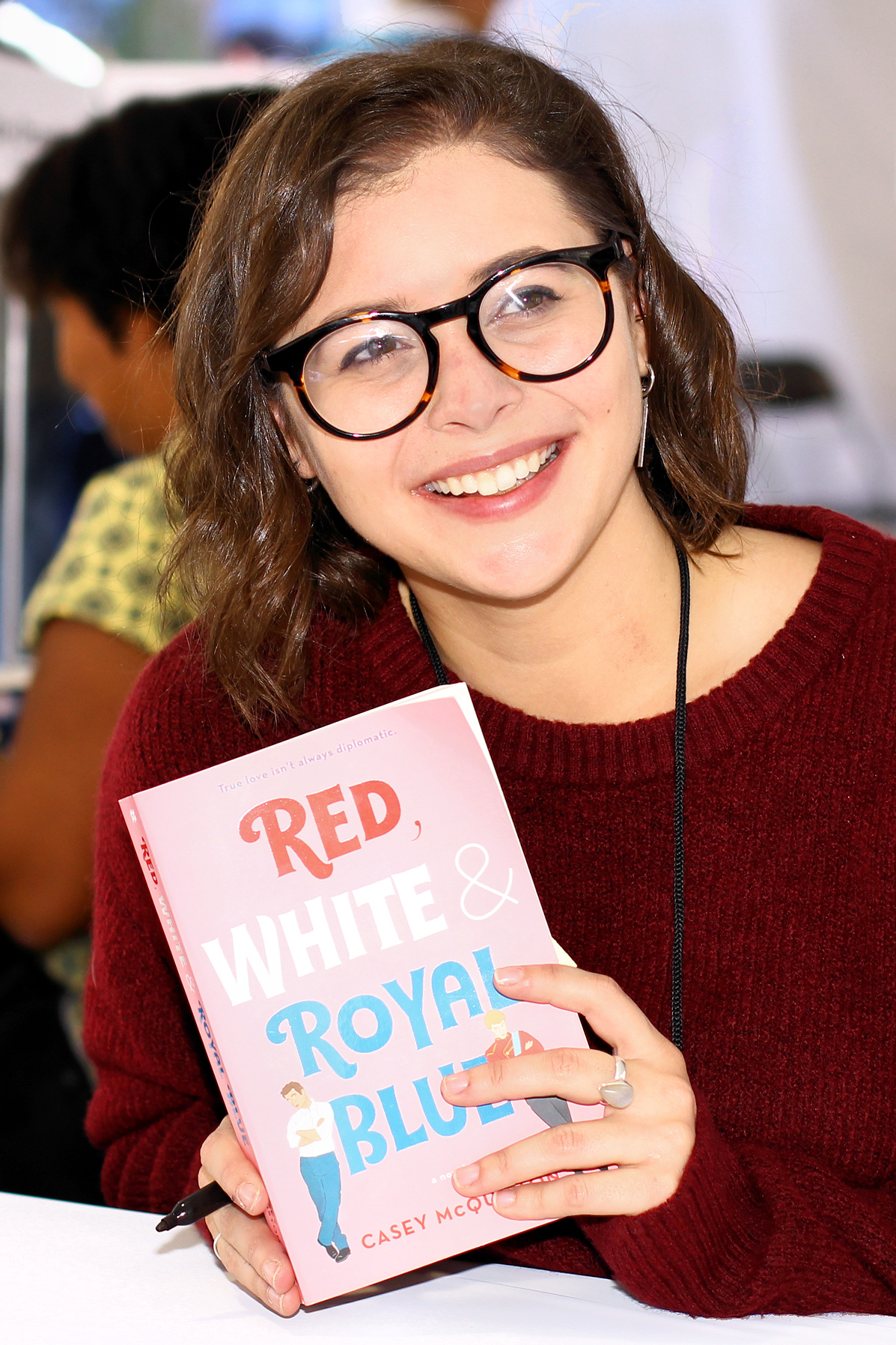
Casey McQuiston avec une copie américaine du roman.

L'idée du roman est venue à Casey McQuiston lors de l'élection présidentielle américaine de 2016. Alors que McQuiston regardait la série télévisée Veep, le livre A Woman in Charge de Carl Bernstein sur Hillary Clinton, ainsi que le roman The Royal We de Heather Cocks et Jessica Morgan, McQuiston est intriguée par l'extravagance et la vie de la famille royale et des élites, ce qui lui donne envie d'écrire une histoire sur ce thème.

## Adaptation
En avril 2019, Amazon Studios remporte une enchère pour acquérir les droits d'adaptation du roman avec Greg Berlanti à la production. En octobre 2021, Matthew Lopez (en) est engagé pour réaliser le film.
Taylor Zakhar Perez et Nicholas Galitzine sont respectivement les interprètes d'Alex et Henry. Le film sort en août 2023 sur le service Prime Video.